# 勃蘭卡31-40
勃蘭卡31-40高級起搏器（英語：Senior Pacemaker)及其衍生產品是1930年代末在美國製造的六座和八座通用飛機系列。該機延伸自1920年代末Wright-Bellanca WB-2原始設計的最終修訂版。貝蘭卡在這段期間使用的型號反映了機翼面積（本機為310square feet）和引擎馬力（在該系列中均為400及以上），均除以10。與它們的前身一樣，這些都是帶有傳統尾輪起落架的高翼支撐單翼飛機。
1938年，美國海軍購買了一架Senior Skyrocket 用作通用運輸機，命名為JE-1。 二戰後，加拿大西北工業公司也在許可下建造Senior Skyrocket。
目前剩餘一架31-40（加拿大授權製造的版本，註冊號CF-DCH)，保存在雷諾茲-阿爾伯塔博物館。

## 型號

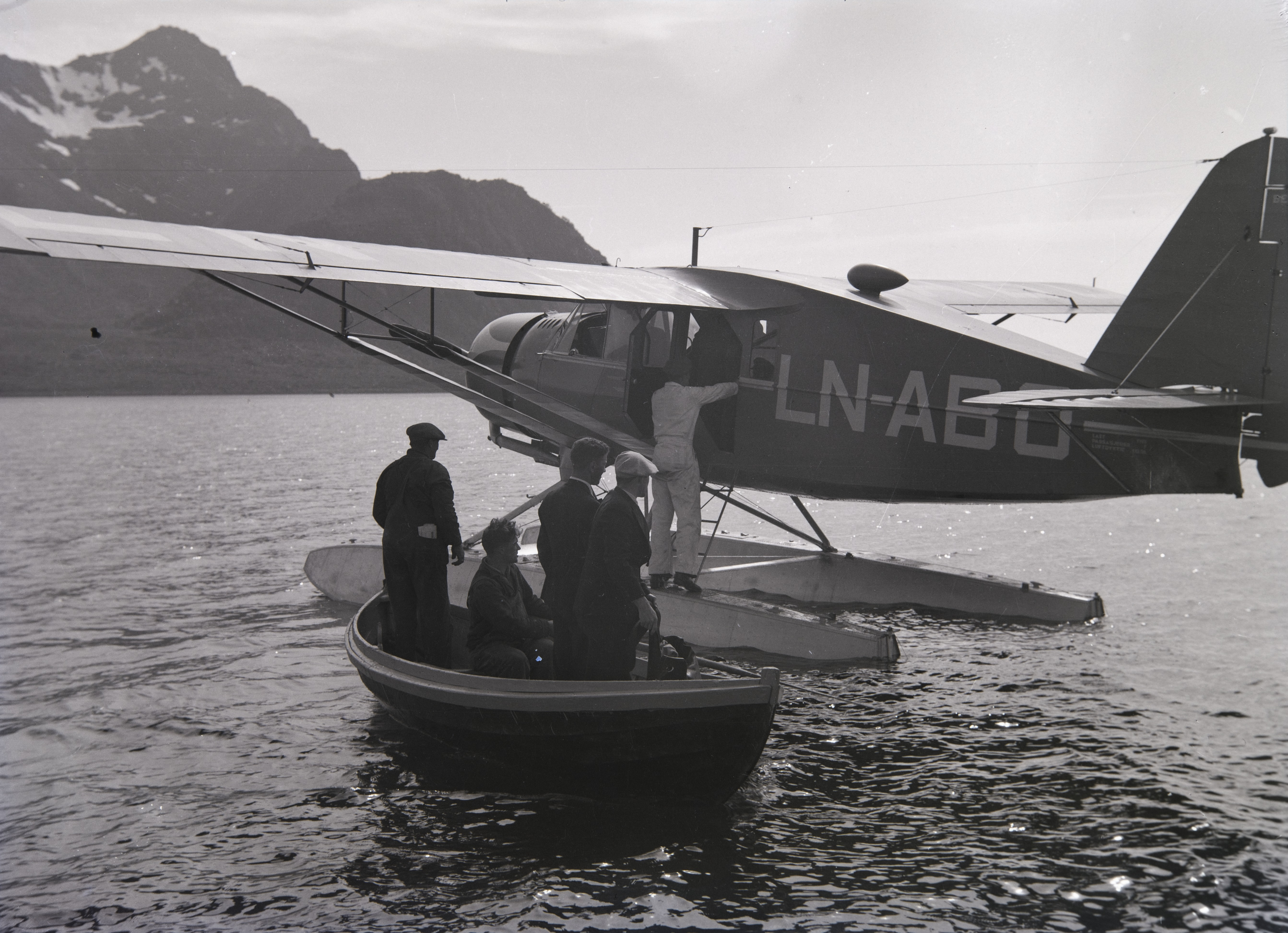
1930年代末在挪威北部拍攝的勃蘭卡高級起搏器“LN-ABO”

31-40 Senior Pacemaker
裝配Wright Cyclone發動機， 400 hp (298 kW)
31-42 Senior Pacemaker
配備重新設計的尾翼，可容納一名飛行員和五名乘客，裝配普惠黃蜂系列發動機
31-50 Senior Skyrocket
裝配普惠黃蜂系列發動機(410 kW)
L-11
一架於1942年在阿拉斯加的美國陸軍航空兵團服役的31-50
31-55 Senior Skyrocket
JE-1
美國海軍的Senior Skyrocket
de Luxe Senior Skyrocket
改進版的31-55，配備改進的儀表和更精緻的的內外部裝飾，裝配1具普惠黃蜂系列發動機
Model 31-55A
- 由西北工業公司在加拿大許可製造。